# Deep (ディープ)
「Deep（ディープ）」は、1978年7月10日に発売された渋谷哲平の3枚目のシングル。

## 収録曲
- 全曲作詞：松本隆／作曲・編曲：都倉俊一

1. Deep（ディープ） (3分56秒)
2. ファイヤー (3分48秒)

## 収録アルバム
- GOLDEN☆BEST 渋谷哲平